# België op het Eurovisiesongfestival 2005
België nam deel aan het Eurovisiesongfestival 2005 in Kiev, Oekraïne. Het was de 47ste deelname van het land op het Eurovisiesongfestival. De selectie verliep via een nationale preselectie. De RTBF was verantwoordelijk voor de Belgische bijdrage voor de editie van 2005.

## Selectieprocedure
Concours Eurovision de la Chanson - finale nationale 2005 was de Belgische preselectie voor het Eurovisiesongfestival 2005, dat gehouden zou worden in de Oekraïense hoofdstad Kiev.
Dit jaar mocht de RTBF de Belgische inzending kiezen. De nationale finale vond plaats op 20 maart in de RTBF-studios in Brussel. Er namen slechts twee deelnemers deel aan de finale, die voor de rest in het teken stond van de vijftigste verjaardag van het festival. Uiteindelijk won Nuno Resende met een flinterdunne voorsprong op Tiffany Ciely.

### Uitslag
| Plaats | Artiest       | Lied          | Stemmen |
| ------ | ------------- | ------------- | ------- |
| 1      | Nuno Resende  | Le grand soir | 50,2 %  |
| 2      | Tiffany Ciely | Lost paradise | 49,8 %  |

## In Kiev
België moest als 11de aantreden in de halve finale, na IJsland en voor Estland. Op het einde van de avond bleek dat men zich niet gekwalificeerd had voor de grote finale met 22ste plaats en 29 punten.
Men ontving 1 keer het maximum van de punten.
Nederland had 6 punten over voor deze inzending.

### Gekregen punten

#### Halve Finale
| 12 punten  | 10 punten | 8 punten   | 7 punten    | 6 punten    |
| ---------- | --------- | ---------- | ----------- | ----------- |
| - Portugal |           |            | - Frankrijk | - Nederland |
| 5 punten   | 4 punten  | 3 punten   | 2 punten    | 1 punt      |
|            |           | - Moldavië |             | - Albanië   |

### Punten gegeven door België

#### Halve finale
Punten gegeven in de halve finale:
| 12 punten | Nederland  |
| 10 punten | Portugal   |
| 8 punten  | Roemenië   |
| 7 punten  | Denemarken |
| 6 punten  | Hongarije  |
| 5 punten  | Polen      |
| 4 punten  | Moldavië   |
| 3 punten  | Israël     |
| 2 punten  | Noorwegen  |
| 1 punt    | Kroatië    |

#### Finale
Punten gegeven in de finale:
| 12 punten | Griekenland |
| 10 punten | Turkije     |
| 8 punten  | Malta       |
| 7 punten  | Roemenië    |
| 6 punten  | Israël      |
| 5 punten  | Letland     |
| 4 punten  | Denemarken  |
| 3 punten  | Noorwegen   |
| 2 punten  | Hongarije   |
| 1 punt    | Moldavië    |

1956 · 1957 · 1958 · 1959 · 1960 · 1961 · 1962 · 1963 · 1964 · 1965 · 1966 · 1967 · 1968 · 1969 · 1970 · 1971 · 1972 · 1973 · 1974· 1975 · 1976 · 1977 · 1978 · 1979 · 1980 · 1981 · 1982 · 1983 · 1984 · 1985 · 1986 · 1987 · 1988 · 1989 · 1990 · 1991 · 1992 · 1993 · 1994 · 1995 · 1996 · 1997 · 1998 · 1999 · 2000 · 2001 · 2002 · 2003 · 2004 · 2005 · 2006 · 2007 · 2008 · 2009 · 2010 · 2011 · 2012 · 2013 · 2014 · 2015 · 2016 · 2017 · 2018 · 2019 · 2020 · 2021 · 2022 · 2023 · 2024 · 2025